# Немешаев, Клавдий Семёнович
Клавдий Семёнович Немешаев (3 (15) октября 1849 — 8 июня 1927, Ленинград) — русский инженер, государственный деятель, тайный советник (17.04.1905), министр путей сообщения Российской империи в 1905-1906 годах.

## Биография

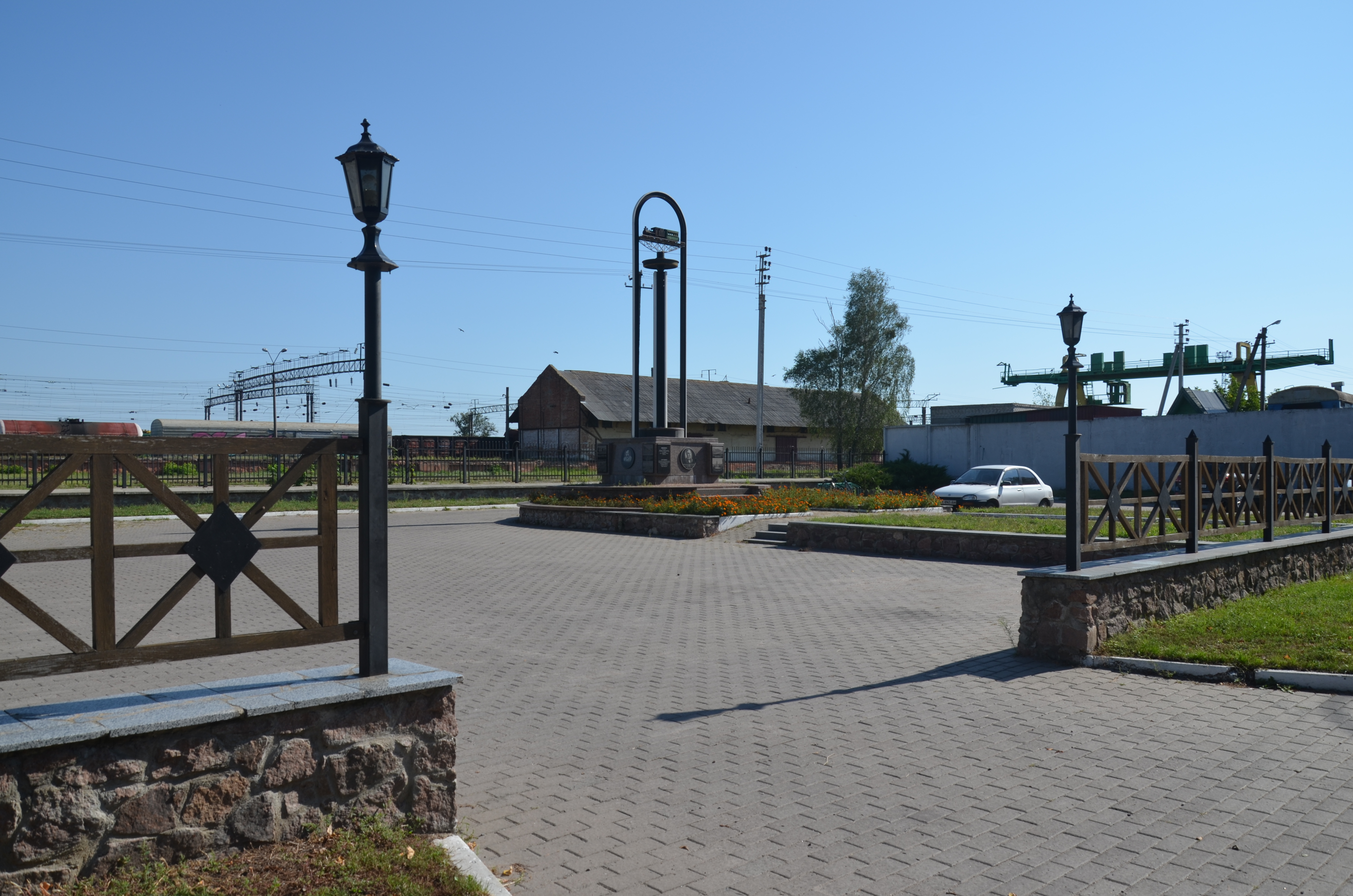
Памятник в Коростене, посвящённый 140-летию Юго-Западной железной дороги

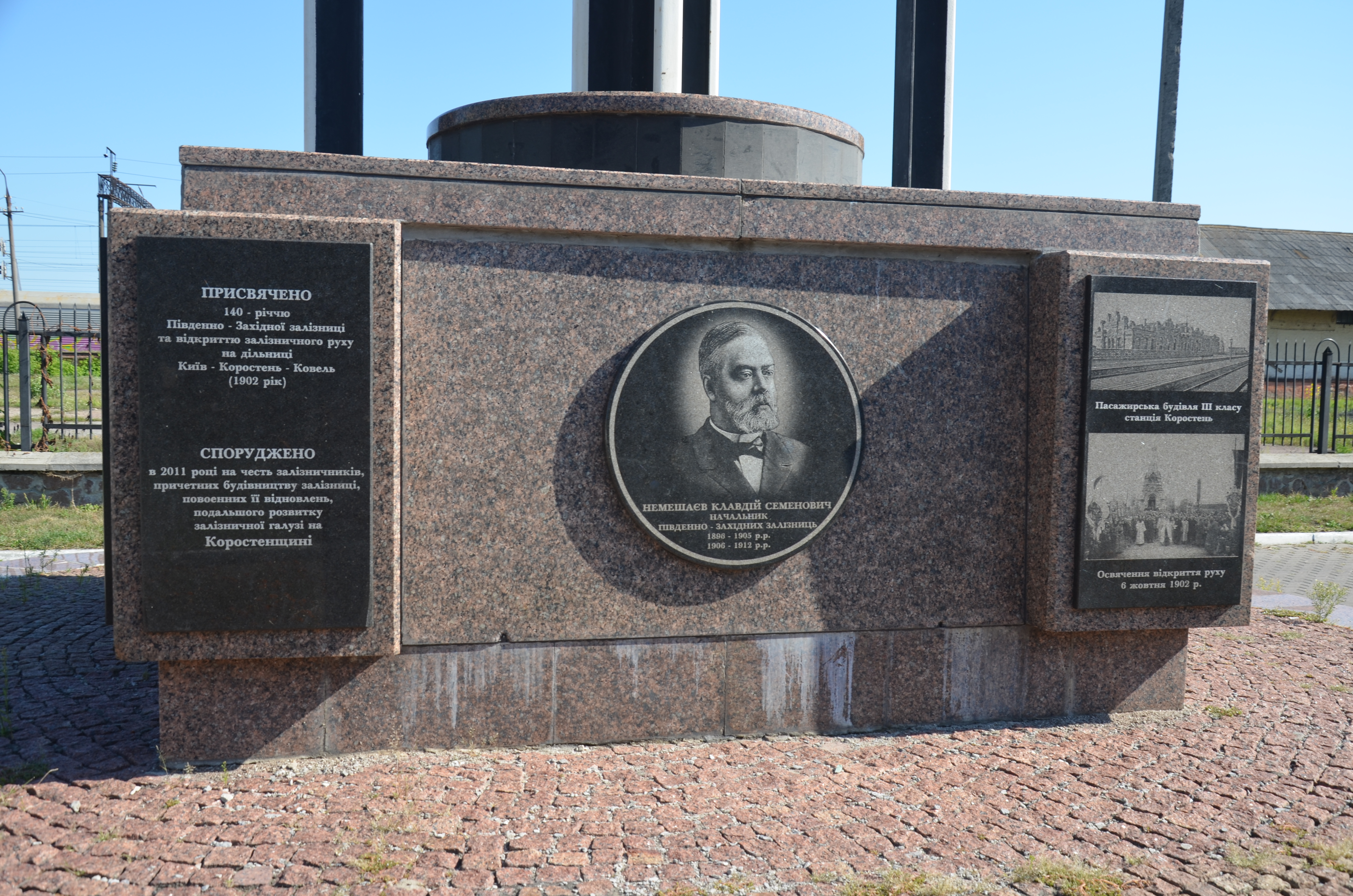
Портрет Немешаева на памятнике в Коростене

Окончил курс в Институте инженеров путей сообщения. Руководил Сызранско-Вяземской железной дорогой. С 1885 года — начальник Юго-Западных железных дорог. Товарищ председателя комиссии по обследованию Сибирско-Уссурийской железной дороги и рек Сибири.
В 1905—1906 годах был министром путей сообщения в кабинете С. Ю. Витте. После этого в 1906 году вновь управлял Юго-Западной железной дорогой.
В 1911 году был назначен членом Государственного совета. В 1914 году ему было поручено заведование железными дорогами в Галиции.
После революции работал в Наркомате путей сообщения, был членом правления Октябрьской железной дороги.
В его честь названы две станции на участке Киев-Коростень Юго-Западной железной дороги. Это станции Немешаево и Клавдиево.

## Семья
Был женат на Марии Густавовне Лист, дочери московского предпринимателя Г. И. Листа. Падчерица - Мария Антоновна Лист, выйдет замуж за архимандрита Пантелеимона (Рогова).

## Награды
- Орден Святой Анны 3-й степени (13.03.1892)
- Орден Святого Владимира 4-й степени (18.04.1899)
- Орден Святого Владимира 3-й степени (01.04.1901)
- Орден Святого Станислава 1-й степени (28.03.1904)
- Орден Святой Анны 1-й степени (07.05.1906)
- Орден Святого Владимира 2-й степени (18.04.1910)
- Высочайший рескрипт (22.03.1915)
- Орден Белого орла (01.01.1917)

Иностранные:
- Бухарский орден Золотой звезды 1-й степени (1898)
- Румынский орден Звезды 3-й степени (1899)
- Болгарский Орден «За гражданские заслуги» 2-й степени (1899)